# پردرگ ووشوویچ
پردرگ ووشوویچ (کرواتی: Predrag Vušović؛ ۲۹ اوت ۱۹۶۰ – ۱۷ فوریهٔ ۲۰۱۱) بازیگر اهل کرواسی بود.
از فیلم‌هایی که وی در آن نقش داشته‌است، می‌توان به چگونه جنگ در جزیره من آغاز شد اشاره کرد.